# Aliança Democrática (África do Sul)
A Aliança Democrática (em inglês:  Democratic Alliance, DA) é um partido político com ideologias liberais da África do Sul. É o principal opositor do partido do governo, o Congresso Nacional Africano. Nasceu da fusão do Partido Democrático com o Novo Partido Nacional em 2000.

## História

### Origens
Apesar da Aliança Democrática ser um partido político bastante recente, tem apenas 8 anos, tem já uma longa vida de antecessores no que diz respeito à história da política na África do Sul, tendo sofrido várias coligações e separações ao longo desta.
O primeiro antecessor do agora partido da oposição sul-africana esteve activo durante 24 anos, entre 1910 e 1934. Chamava-se Partido Sul-Africano (South African Party) e ganhou as primeiras eleições na União Sul-Africana em 1910. Em 1934, o partido coligou-se com o Partido Nacional (National Party) passando a chamar-se Partido Unido (United Party). O novo partido tinha no seu meio elementos com ideologias políticas distintas, uns eram liberais e outros conservadores. O partido manteve-se activo até 1959, até que as diferenças no interior do grupo se sentiram, fazendo com que o Partido Unido se desintegrasse, dando origem a vários novos partidos políticos.
Foi nesse mesmo ano que surgiu um desses partidos, o Partido Progressista (Progressive Party), fruto da separação dos membros do Partido Unido. Este novo partido não concordava com a forma com que o seu antecessor lidava com as políticas do Apartheid implementadas pelo Partido Nacional (National Party). Nessa medida, o Partido Progressista enfatizou a necessidade de uma revisão constitucional, a criação de uma declaração dos direitos dos cidadãos, criar um órgão independente do poder legislativo responsável pela poder judicial e também uma nova postura do Governo perante o federalismo. Estas reformas tinha elas associadas uma economia de mercado livre. Em 1961, apenas Helen Suzman foi eleita no parlamento, e por isso, durante 13 anos foi a única deputada no parlamento sul-africano que se opunha à segregação e discriminação racial, num parlamento onde apenas "brancos" era permitidos. A partir de 1971, Colin Eglin passou a ser o líder do partido, sem que tivesse assento parlamentar. Contudo, em 1974, o partido conseguiu ganhar sete lugares para deputados.
Um ano após esse feito, em 1975, o Partido Progressista coligou-se com o Partido da Reforma (Reform Party) liderado por Harry Schwarz, também este um partido que tinha surgido da separação das várias alas do Partido Unido. O novo partido político passou a chamar-se Partido Progressista da Reforma (Progressive Reform Party).
Em 1977, dois anos depois da coligação dos dois partidos, alguns membros dissidentes do Partido Unido, que tinha formado o Comité para a Oposição Unida juntaram-se também eles ao Partido Progressista da Reforma, criando o Partido Progressista Federal (Progressive Federal Party). Frederik van Zyl Slabbert, líder do partido a partir de 1979, recusou um lugar no parlamento sul-africano em 1986, alegando que era, a seu ver, irrelevante. Mais tarde criou o Instituto para uma Alternativa Democrática para a África do Sul (Institute for a Democratic Alternative for South Africa). Foi sucedido por Colin Eglin, ex-líder do Partido Progressista. O partido foi considerado como a oposição parlamentar oficial pelo partido de extrema direita, Partido Conservador (Conservative Party) nas eleições parlamentares de 6 de Maio de 1987.

### Democracia

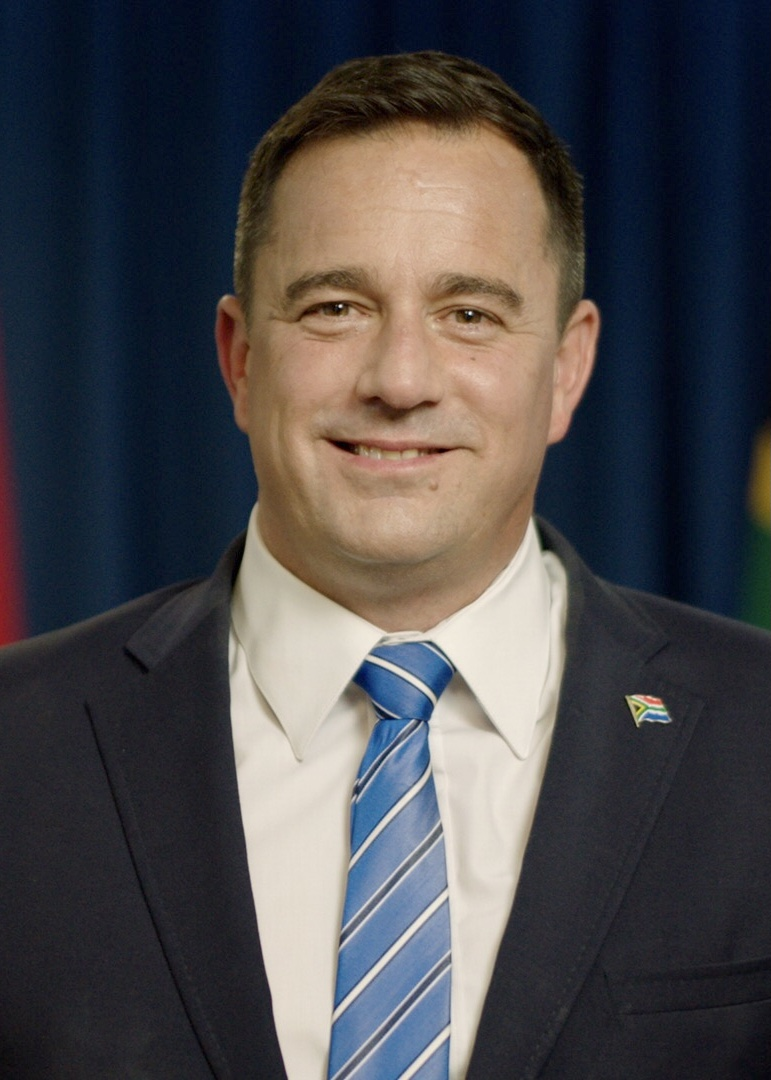
John Steenhuisen, atual líder da Aliança Democrática.

Depois das eleições de 1987, o novo líder do partido, Zach de Beer, negociou uma coligação com outros dois partidos levando desta forma à criação do Partido Democrático (Democratic Party) em 1989. A nova coligação ganhou 36 deputados no parlamento nas eleições desse ano. O Partido Democrático teve um papel importante na negociação para a criação de uma constituição interina que defendesse os direitos e ideias progressistas que defendiam. Nas eleições de 1994, as primeiras após a abolição do Apartheid, o partido ganhou apenas 1.7% do total dos votos, o que representava 10 lugares no parlamento. A filha mais velha de Nelson Mandela, Makaziwe, e o irmão de F. W. De Klerk, Willem (co-fundador do partido) votaram pelo Partido Democrático nestas eleições. Pouco depois das eleições, De Beer deu lugar a Tony Leon na presidência do partido. Este último defendia a salvaguarda dos direitos humanos de todos e o federalismo. O desempenho do partido melhorou bastante nas eleições de 1999, arrecadando 9,6% do total de votos, o que se converteu em 38 deputados eleitos. Nesta altura, o Partido Democrático substituiu o Novo Partido Nacional (New National Party) como oposição oficial ao Governo.
Em 2000, o Partido Democrático coligou-se com o Novo Partido Nacional dando origem à Aliança Democrática, o atual partido. Nas eleições de 2004, o partido obteve 12,4% dos votos, ou seja, 50 cadeiras parlamentares. É o segundo maior partido da África do Sul.

## Resultados eleitorais

### Eleições legislativas
| Data | CI. | Líder         | Votos     | %            | +/- | Deputados | +/- | Status   |
| ---- | --- | ------------- | --------- | ------------ | --- | --------- | --- | -------- |
| 1994 | 5.º | Zach de Beer  | 338 426   | 1,7 / 100,0  |     | 7 / 400   |     | Oposição |
| 1999 | 2.º | Tony Leon     | 1 527 337 | 9,6 / 100,0  | 7,9 | 38 / 400  | 31  | Oposição |
| 2004 | 2.º | Tony Leon     | 1 931 201 | 12,4 / 100,0 | 2,8 | 50 / 400  | 12  | Oposição |
| 2009 | 2.º | Helen Zille   | 2 945 829 | 16,7 / 100,0 | 4,3 | 67 / 400  | 17  | Oposição |
| 2014 | 2.º | Helen Zille   | 4 091 584 | 22,2 / 100,0 | 5,5 | 89 / 400  | 22  | Oposição |
| 2019 | 2.º | Mmusi Maimane | 3 621 188 | 20,8 / 100,0 | 1,4 | 84 / 400  | 5   | Oposição |

### Eleições regionais

#### Cabo Ocidental
| Data | CI. | Votos     | %            | +/-  | Deputados | +/- | Status   |
| ---- | --- | --------- | ------------ | ---- | --------- | --- | -------- |
| 1994 | 3.º | 141 970   | 6,6 / 100,0  |      | 3 / 42    |     | Oposição |
| 1999 | 3.º | 189 183   | 11,9 / 100,0 | 5,3  | 5 / 42    | 2   | Oposição |
| 2004 | 2.º | 424 832   | 27,1 / 100,0 | 15,1 | 12 / 42   | 7   | Oposição |
| 2009 | 1.º | 1 012 568 | 51,5 / 100,0 | 24,4 | 22 / 42   | 10  | Governo  |
| 2014 | 1.º | 1 259 645 | 59,4 / 100,0 | 7,9  | 26 / 42   | 4   | Governo  |
| 2019 | 1.º | 1 140 647 | 55,5 / 100,0 | 3,9  | 24 / 42   | 2   | Governo  |

#### Cabo Oriental
| Data | CI. | Votos   | %            | +/- | Deputados | +/-     | Status   |
| ---- | --- | ------- | ------------ | --- | --------- | ------- | -------- |
| 1994 | 3.º | 59 644  | 2,1 / 100,0  |     | 1 / 56    |         | Oposição |
| 1999 | 3.º | 136 859 | 6,2 / 100,0  | 4,1 | 4 / 63    | 3       | Oposição |
| 2004 | 3.º | 163 785 | 7,3 / 100,0  | 1,1 | 5 / 63    | 1       | Oposição |
| 2009 | 3.º | 225 310 | 10,0 / 100,0 | 2,7 | 6 / 63    | 1       | Oposição |
| 2014 | 2.º | 353 316 | 16,2 / 100,0 | 6,2 | 10 / 63   | 4       | Oposição |
| 2019 | 2.º | 310 538 | 15,7 / 100,0 | 0,5 | 10 / 63   | Estável | Oposição |

#### Cabo Setentrional
| Data | CI. | Votos   | %            | +/-  | Deputados | +/-     | Status   |
| ---- | --- | ------- | ------------ | ---- | --------- | ------- | -------- |
| 1994 | 4.º | 7 567   | 1,9 / 100,0  |      | 1 / 30    |         | Oposição |
| 1999 | 3.º | 15 632  | 4,8 / 100,0  | 2,9  | 1 / 30    | Estável | Oposição |
| 2004 | 2.º | 35 297  | 11,1 / 100,0 | 6,3  | 3 / 30    | 2       | Oposição |
| 2009 | 3.º | 50 817  | 12,6 / 100,0 | 1,5  | 4 / 30    | 1       | Oposição |
| 2014 | 2.º | 100 916 | 23,9 / 100,0 | 11,3 | 7 / 30    | 3       | Oposição |
| 2019 | 2.º | 101 198 | 25,5 / 100,0 | 1,6  | 8 / 30    | 1       | Oposição |

#### Estado Livre
| Data | CI. | Votos   | %            | +/- | Deputados | +/-     | Status            |
| ---- | --- | ------- | ------------ | --- | --------- | ------- | ----------------- |
| 1994 | 6.º | 7 664   | 0,6 / 100,0  |     | 0 / 30    |         | Extra-parlamentar |
| 1999 | 2.º | 58 163  | 5,3 / 100,0  | 4,7 | 2 / 30    | 2       | Oposição          |
| 2004 | 2.º | 85 714  | 8,5 / 100,0  | 3,2 | 3 / 30    | 1       | Oposição          |
| 2009 | 3.º | 119 844 | 11,6 / 100,0 | 3,1 | 3 / 30    | Estável | Oposição          |
| 2014 | 2.º | 164 672 | 16,2 / 100,0 | 4,6 | 5 / 30    | 2       | Oposição          |
| 2019 | 2.º | 155 694 | 17,6 / 100,0 | 1,4 | 6 / 30    | 1       | Oposição          |

#### Gauteng
| Data | CI. | Votos     | %            | +/-  | Deputados | +/- | Status   |
| ---- | --- | --------- | ------------ | ---- | --------- | --- | -------- |
| 1994 | 4.º | 223 548   | 5,3 / 100,0  |      | 5 / 86    |     | Oposição |
| 1999 | 2.º | 658 236   | 18,0 / 100,0 | 12,7 | 13 / 73   | 8   | Oposição |
| 2004 | 2.º | 708 081   | 20,8 / 100,0 | 2,8  | 15 / 73   | 2   | Oposição |
| 2009 | 2.º | 908 016   | 21,9 / 100,0 | 1,1  | 16 / 73   | 1   | Oposição |
| 2014 | 2.º | 1 349 001 | 30,8 / 100,0 | 8,9  | 23 / 73   | 7   | Oposição |
| 2019 | 2.º | 1 185 743 | 27,5 / 100,0 | 3,3  | 20 / 73   | 3   | Oposição |

#### Kwazulu-Natal
| Data | CI. | Votos   | %            | +/- | Deputados | +/-     | Status   |
| ---- | --- | ------- | ------------ | --- | --------- | ------- | -------- |
| 1994 | 4.º | 78 910  | 2,2 / 100,0  |     | 2 / 81    |         | Oposição |
| 1999 | 3.º | 241 779 | 8,2 / 100,0  | 6,0 | 7 / 80    | 5       | Oposição |
| 2004 | 3.º | 228 857 | 8,4 / 100,0  | 0,2 | 7 / 80    | Estável | Oposição |
| 2009 | 3.º | 318 559 | 9,2 / 100,0  | 0,8 | 7 / 80    | Estável | Oposição |
| 2014 | 2.º | 489 430 | 12,8 / 100,0 | 3,6 | 10 / 80   | 3       | Oposição |
| 2019 | 3.º | 500 038 | 13,9 / 100,0 | 1,1 | 11 / 80   | 1       | Oposição |

#### Limpopo
| Data | CI. | Votos  | %           | +/- | Deputados | +/-     | Status            |
| ---- | --- | ------ | ----------- | --- | --------- | ------- | ----------------- |
| 1994 | 8.º | 4 021  | 0,2 / 100,0 |     | 0 / 40    |         | Extra-parlamentar |
| 1999 | 4.º | 23 486 | 1,4 / 100,0 | 1,2 | 1 / 49    | 1       | Oposição          |
| 2004 | 2.º | 57 930 | 3,6 / 100,0 | 2,2 | 2 / 49    | 1       | Oposição          |
| 2009 | 3.º | 51 856 | 3,5 / 100,0 | 0,1 | 2 / 49    | Estável | Oposição          |
| 2014 | 3.º | 94 724 | 6,5 / 100,0 | 3,0 | 3 / 49    | 1       | Oposição          |
| 2019 | 3.º | 78 360 | 5,4 / 100,0 | 1,1 | 3 / 49    | Estável | Oposição          |

#### Mpumalanga
| Data | CI. | Votos   | %            | +/- | Deputados | +/-     | Status            |
| ---- | --- | ------- | ------------ | --- | --------- | ------- | ----------------- |
| 1994 | 6.º | 7 437   | 0,6 / 100,0  |     | 0 / 30    |         | Extra-parlamentar |
| 1999 | 2.º | 50 421  | 4,5 / 100,0  | 3,9 | 1 / 30    | 1       | Oposição          |
| 2004 | 2.º | 77 119  | 6,9 / 100,0  | 2,4 | 2 / 30    | 1       | Oposição          |
| 2009 | 2.º | 97 204  | 7,5 / 100,0  | 0,6 | 2 / 30    | Estável | Oposição          |
| 2014 | 2.º | 138 990 | 10,4 / 100,0 | 2,9 | 3 / 30    | 1       | Oposição          |
| 2019 | 3.º | 118 915 | 9,8 / 100,0  | 0,6 | 3 / 30    | Estável | Oposição          |

#### Noroeste
| Data | CI. | Votos   | %            | +/- | Deputados | +/-     | Status            |
| ---- | --- | ------- | ------------ | --- | --------- | ------- | ----------------- |
| 1994 | 5.º | 7 894   | 0,5 / 100,0  |     | 0 / 30    |         | Extra-parlamentar |
| 1999 | 3.º | 42 593  | 3,3 / 100,0  | 2,8 | 1 / 33    | 1       | Oposição          |
| 2004 | 3.º | 64 925  | 5,0 / 100,0  | 1,7 | 2 / 33    | 1       | Oposição          |
| 2009 | 3.º | 88 728  | 8,3 / 100,0  | 3,3 | 3 / 33    | 1       | Oposição          |
| 2014 | 3.º | 138 521 | 12,7 / 100,0 | 4,4 | 4 / 33    | 1       | Oposição          |
| 2019 | 3.º | 106 738 | 11,2 / 100,0 | 1,5 | 4 / 33    | Estável | Oposição          |